# Weißflossen-Gründling
Der Weißflossen-Gründling (Romanogobio albipinnatus) ist ein Süßwasserfisch aus der Ordnung der Karpfenartigen (Cypriniformes).

## Merkmale
Der Weißflossen-Gründling besitzt eine typische, langgestreckte und leicht abgeflachte Gründlingsgestalt und wird 8 bis 10, maximal 13 cm lang. Der Kopf ist relativ lang, das Maul unterständig. Die großen Augen haben einen Durchmesser, der mindestens so groß wie ihr Abstand zueinander ist. Die Barteln sind lang und reichen bis zum Hinterrand der Augen. Die Schuppen sind relativ groß. Der Schwanzflossenstiel ist kurz und hoch.
- Flossenformel: Dorsale 3/7½, Anale 2–3/6½
- Schuppenformel: 39–43/4/14–16

Die Kehlregion ist meist schuppenlos.
Der Weißflossen-Gründling ist oberhalb der oben und unten dunkel begrenzten Seitenlinie grünlich oder braun mit einer dunklen Fleckenreihe dicht oberhalb der Seitenlinie, und unterhalb hell gefärbt. Durch die transparente, fleckenlose Rücken- und Schwanzflosse ist der Weißflossen-Gründling leicht vom Gründling (Gobio gobio) zu unterscheiden.

## Verbreitung und Lebensraum
Das Verbreitungsgebiet umfasst Südost- und Osteuropa. Der Weißflossengründling ist dort in den Mittel- und Unterläufen größerer Flüsse und Ströme zu Hause. Er bevorzugt ruhig fließende Gewässer mit Sandboden. Die Flüsse, in denen der Fisch vorkommt, liegen im nördlichen Einzugsbereich des Kaspischen Meeres. Dazu gehören die Wolga und der Ural.

## Lebensweise
Der Weißflossen-Gründling ist ein in kleinen Gruppen gesellig lebender nachtaktiver Bodenfisch, der sich von kleinen wirbellosen, bodenbewohnenden Tieren, Algen und Diatomeen ernährt. Er laicht von Mai bis Juni. Seine Biologie ist noch wenig erforscht. Örtlich ist er auf Grund von Gewässerverschmutzung und Flussbegradigungen gefährdet.

## Schutz
Der Weißflossen-Gründling wird von der Europäischen Union im Anhang II der FFH-Richtlinie geführt und gilt damit als Art von gemeinschaftlichem Interesse, für deren Erhaltung von den Mitgliedsstaaten besondere Schutzgebiete ausgewiesen werden müssen.